# Torpille A.184
La A.184 est une torpille lourde à usage mixte créée par Whitehead-Motofides. Elle est principalement utilisée par la Marina Militare, mais est également exportée à Taïwan.

## Histoire
En 1971, le ministère italien de la Défense cherche à doter ses navires militaires, de surface et sous-marins, de nouvelles torpilles. La société Whitehead, alors filiale du groupe Fiat, présente le prototype de l'A.184 en 1974. La même année, cette torpille est homologuée par les forces navales italiennes de la Marina militare.
La société Whitehead a réalisé plusieurs mises à niveau de cette torpille au fil des ans, la dernière en date est la version "3", appelée Balck Shark, connue également sous le nom de A-184 Enhanced, dont le développement a débuté en 1997.
Cette nouvelle version a été conçue pour satisfaire la demande de la "Marine Militaire Italienne" qui voulait une nouvelle génération de torpilles lourdes pour équiper ses derniers sous-marins Type U212A. Longtemps appelée "A.184 Enhanced (avancée)", celle que l'on aurait pu croire développée sur la base de la torpille "A.184 Mod. 3" a été officiellement baptisée "Black Shark", un nouveau nom pour souligner que c'est une torpille entièrement nouvelle, beaucoup plus performante que l'A.184.

## Utilisateurs
La torpille A184 est principalement utilisée par la marine italienne, mais elle a également été exportée à Taïwan pour armer les sous-marins des classes Guppy II et Zwaardvis.

## Caractéristiques
La A184 est une torpille lourde à usage mixte, c’est-à-dire pouvant être utilisée autant contre les sous-marins que contre les bâtiments de surface. Longue de six mètres et d’un diamètre de 533 mm, elle dispose d’une ogive de 250 kg d’explosif brisant. Cette torpille est propulsée par un moteur électrique alimenté par une batterie à argent-zinc. Celui-ci peut fonctionner à deux vitesses, 24 nœuds (44 km/h) ou 36 nœuds (67 km/h), mais la portée de l’arme est réduite lorsque la vitesse maximale est utilisée.
Le guidage est effectué par filoguidage dans la phase initiale, la torpille se dirigeant grâce aux informations transmises par les capteurs acoustiques de la plateforme de lancement. Dans la phase finale de l’attaque la torpille devient autonome et utilise son propre système de guidage acoustique actif/passif panoramique.